# Planetella generosi
Planetella generosi är en tvåvingeart som först beskrevs av Ephraim Porter Felt 1915.  Planetella generosi ingår i släktet Planetella och familjen gallmyggor.
Artens utbredningsområde är Sri Lanka. Inga underarter finns listade i Catalogue of Life.